# Aeschropteryx tetragonata
Aeschropteryx tetragonata là một loài bướm đêm trong họ Geometridae.